# Convention de Zonhoven
La convention de Zonhoven est une convention entre la Belgique et le royaume uni des Pays-Bas signée le 18 novembre 1833 à Zonhoven, une commune de la province de Limbourg. Elle mit fin de facto à la guerre belgo-néerlandaise.
La convention fait suite à la signature de la celle de Londres du 21 mai 1833 qui officialisait un nouvel armistice, mais il fallut toutefois attendre le traité des XXIV articles signé le 19 avril 1839 pour que Guillaume Ier, le roi des Pays-Bas, ne reconnaisse l'existence et l'indépendance de la Belgique, puis celui de Maastricht en 1843 pour délimiter la frontière entre la Belgique et les Pays-Bas.

## Contexte
Les derniers affrontements officiels de la guerre belgo-néerlandaise eurent lieu avec le siège d'Anvers à la fin de l'année 1832 qui voit la victoire de la coalition franco-belge face aux armées néerlandaises.
Le 21 mai 1833, la Belgique et les Pays-Bas se remettent autour de la table de négociations et s'engagent, lors de la convention de Londres à prolonger indéfiniment l'armistice imposé dès le 4 novembre 1830 par les grandes puissances européennes, à respecter le statu quo militaire et à garantir la libre navigation fluviale sur la Meuse et l'Escaut.

## Protagonistes
| |  |  |
| Les négociations furent arbitrées depuis Londres, notamment par Lord Palmerston pour le Royaume-Uni (à gauche) et Teyllerand pour la France (à droite). |  |  |

Les négociations se déroulèrent sous la supervision de représentants britannique et français, respectivement Henry John Temple (dit Lord Palmerston) et Charles-Maurice de Talleyrand-Périgord (remplacé à l'été par Adolphe Fourier de Bacourt), présents lors des discussions depuis la Conférence de Londres de 1830.

### Belgique
- Léopold Ier, roi des belges.
- Le ministre de la Guerre, Louis Évain.
- Le ministre des Affaires étrangères, Albert Goblet d'Alviella.
- Le général François-Alexandre Hurel.
- le lieutenant-colonel Nicolas Joseph Trumper, chef d'état-major de la deuxième division de l'armée belge.
- le colonel Willmar, directeur des fortifications.
- Sylvain Van de Weyer, avocat et diplomate.

### Pays-Bas
- Guillaume Ier, roi des Pays-Bas.
- Bernard de Saxe-Weimar-Eisenach, prince de Saxe-Weimar
- Heinrich von Gagern, chef d'état major du prince de Saxe-Weimar.
- Le lieutenant-général Bernardus Johannes Cornelis Dibbets (nl).
- Le commandant Menso, commandant le 13e bataillon du régiment d'infanterie de la forteresse de Maastricht.
- Salomon Dedel, diplomate.
- Johan Gijsbert Verstolk van Soelen, diplomate.

## Déroulement

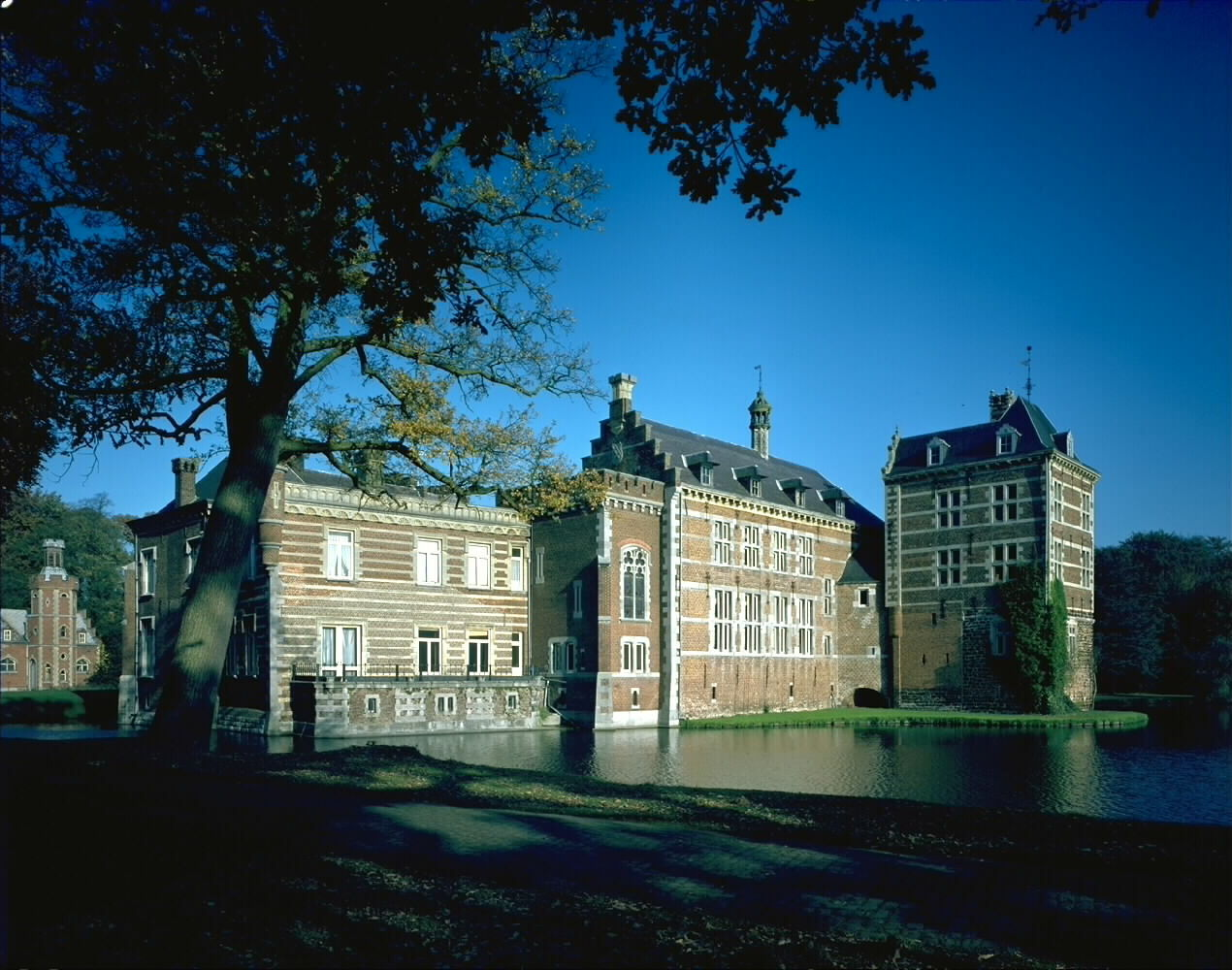
Le château de Vogelsanck à Zolder, où furent reprises les négociations après deux interruptions.

Les négociations débutèrent le 12 juillet 1833 à Zonhoven, dans la province de Limbourg (alors entièrement belge) et s’articulèrent essentiellement autour de deux points de discorde : d'une part la relève, le passage et le ravitaillement des troupes néerlandaises de la forteresse de Maastricht (restée un bastion orangiste isolé dans la jeune Belgique à peine indépendante) vers les Pays-Bas et, d'autre part, la navigation sur la Meuse alors suspendue puis taxée.
Une première interruption des pourparlers eut lieu du 15 juillet au 16 aout à la demande du roi Léopold Ier afin de s'enquérir avec précision du sens exact à donner à l'article IV de la convention de Londres du 21 mai, dans le but de pouvoir rédiger une nouvelle convention. Un échec des négociations conduit à une seconde suspension du 23 aout au 30 octobre. Elles reprirent au château de Vogelsanck à Zolder car le village de Zonhoven ne donnait plus satisfaction aux besoins des différents négociateurs, de par sa pauvreté. Le 9 novembre, un accord fut trouvé quant à la route à emprunter pour rallier la forteresse de Maastricht aux Pays-Bas et au nombre de soldats autorisés (un bataillon d'infanterie par jour via la ville de Bree).
La convention fut signée le 18 novembre 1833 dans une demeure historique de Zonhoven appelée De Franse Kroon (nl) (La Couronne française en néerlandais).

## Conséquences
Outre la reconnaissance de l'état belge par les Pays-Bas, la convention de Zonhoven régulait également la circulation fluviale depuis et vers Maastricht, le seul endroit du Limbourg qui était encore sous domination néerlandaise en 1833. À cette fin, un couloir militaire reliant Budel (Brabant-Septentrional) et Maastricht a été mis en place pour permettre aux troupes néerlandaises de la forteresse meusienne de circuler librement.
La délimitation  de la frontière entre la Belgique et les Pays-Bas se fit toutefois quelques années plus tard, d'abord lors de la ratification du traité des XXIV articles, le 19 avril 1839 et ensuite lors du traité de Maastricht, le 8 aout 1843 qui régla la problématique liée à la scission du Limbourg dont la partie orientale redevint un duché et la partie occidentale l'actuelle province belge de Limbourg.

## Critiques
La signature de la convention suscita bon nombre de réactions dans presse belge et au parlement.

### Politiques
Plusieurs critiques politiques reprochaient à la convention de ne pas être synallagmatique, puisque beaucoup des stipulations étaient favorables aux Pays-Bas. De plus, d'aucuns trouvaient que la convention était une violation de la constitution belge, notamment des articles 68, 112 et 121 et prétendaient qu'elle ferait de Maastricht un centre de rassemblement militaire néerlandais, maintenant donc la menace.
Parmi les voix s'étant élevées à la Chambre des Représentants, Barthélémy Dumortier jugea la convention comme « liberticide et parricide, flétrie par tous les hommes de cœur ». Alexandre Gendebien, lui, déclara que « l'on couvrait le pays de honte pour servir un intérêt dynastique », se déclarant « navré et humilié ».

### Presse
Parmi les critiques négatives, on trouve :
- Le journal Le Phare déclara que « l'esprit qui avait dicté ces négociations compromettait la dignité du pays ».
- Le National se plaignit que la question de la navigation sur la Meuse, ne reçu pas de solution satisfaisante.
- Le Courrier de la Meuse était d'avis que le gouvernement avait accordé trop d'avantages et en avait obtenu trop peu en échange.
- L'Union trouvait que toutes les stipulations n'avaient été qu'une « adhésion complète à toutes les prétentions des plénipotentiaires néerlandais ».
- Le Messager de Gand vit dans « la honteuse convention de Zonhoven » un « nouveau crachat de la Hollande sur le drapeau belge ».

Quelques journaux furent plus positifs, parmi eux :
- Le Politique déclarait voir dans la convention de Zonhoven « un progrès au sujet de la bonne entente entre Belges et Néerlandais ».
- L'Indépendant combattit vigoureusement les critiques qu'il disait émises sans fondement.